# Actinodontium dusenii
Actinodontium dusenii är en bladmossart som beskrevs av Brotherus 1897. Actinodontium dusenii ingår i släktet Actinodontium och familjen Daltoniaceae. Inga underarter finns listade i Catalogue of Life.